# Infanterie-Division Schlageter
La Infanterie-Division Schlageter fu una divisione dell'esercito tedesco attiva durante la seconda guerra mondiale.

## Storia
la divisione venne costituita il 31 marzo 1945 da parti della distrutta 299. Infanterie-Division e da unità RAD nell'area di addestramento militare di Münster; la divisione prese il nome da Albert Leo Schlageter. La divisione fu trasferita nella zona di Ludwigslust il 12 aprile e schierata vicino a Waren. Fu fatta prigioniera dagli americani il 3 maggio 1945.

## Ordine di battaglia
- Grenadier-Regiment Schlageter 1
- Grenadier-Regiment Schlageter 2
- Grenadier-Regiment Schlageter 3
- Füsilier-Bataillon Schlageter
- Panzerjäger-Abteilung Schlageter
- Artillerie-Regiment Schlageter
- Pionier-Bataillon Schlageter
- Nachrichten-Abteilung Schlageter[1]

## Comandanti
- Generalleutnant Wilhelm Heun (31 marzo 1945 - 3 maggio 1945)[1]